# Courmas
Courmas é uma comuna francesa na região administrativa do Grande Leste, no departamento de Marne. Estende-se por uma área de 2.87 km², e possui 212 habitantes, segundo o censo de 2018, com uma densidade de 74 hab/km².